# Нестор (Сиротенко)
Митрополит Не́стор (в миру Евге́ний Ю́рьевич Сироте́нко; род. 4 сентября 1974, Москва) — архиерей Русской православной церкви, митрополит Корсунский и Западноевропейский, Патриарший экзарх Западной Европы (с 2022).

## Биография
Родился 4 сентября 1974 года в Москве в семье служащих.
В 1991 году окончил среднюю школу. В 1991—1995 году обучался на вечернем отделении факультета информатики Историко-архивного института (Российского государственного гуманитарного университета).
В 1991—1995 годах работал в Министерстве внешних экономических связей РФ. Одновременно нёс послушание алтарника в храме Преображения Господня в посёлке Переделкино.
В 1995 году поступил в Московскую духовную семинарию.
28 марта 1998 года архиепископом Верейским Евгением, ректором Московских духовных школ, пострижен в монашество с именем Нестор в честь преподобного Нестора Летописца. 24 апреля 1998 года архиепископом Верейским Евгением в Покровском храме МДА рукоположён во иеродиакона.
В 1999 году окончил Московскую духовную семинарию и поступил в Московскую духовную академию.
29 ноября 1999 года архиепископом Верейским Евгением рукоположён во иеромонаха.
В 2000 году был направлен на обучение в Свято-Сергиевский богословский институт в Париже, нёс пастырское послушание в Архиепископии русских приходов Константинопольского Патриархата в Западной Европе.
В 2001 году архиепископом Евкарпийским Сергием (Коноваловым) назначен настоятелем Храма Христа Спасителя в городе Аньер-сюр-Сен (Франция).
В 2004 году окончил курс Богословского института и экстерном ― Московскую духовную академию.
25 марта 2004 года решением Священного Синода направлен в распоряжение архиепископа Корсунского Иннокентия для назначения на пастырское служение. 10 мая того же года назначен и. о. настоятеля кафедрального храма Трёх святителей в Париже.
15 января 2008 года назначен благочинным приходов Корсунской епархии во Франции. В феврале 2008 года архиепископом Корсунским Иннокентием назначен руководителем рабочей группы Корсунской епархии по строительству нового кафедрального храма в Париже. К празднику Пасхи 2008 года возведён в сан игумена. 1 июня 2008 года назначен настоятелем кафедрального храма Трёх святителей в Париже.
В январе 2009 года был участником Поместного собора Русской православной церкви от Корсунской епархии.
С 2009 года — председатель дисциплинарного совета и преподаватель пастырского богословия в Парижской духовной семинарии.

### Архиерейство

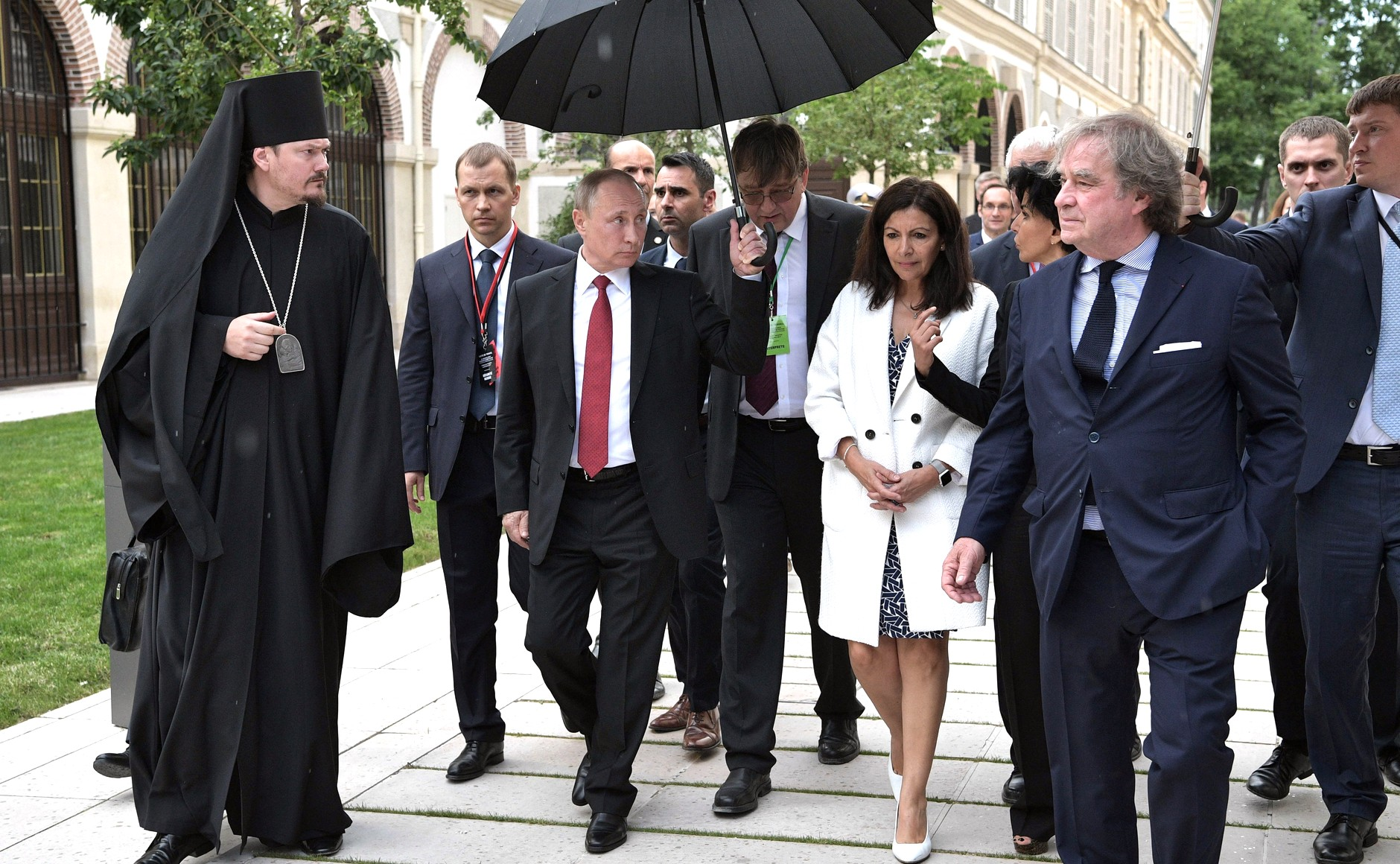
Епископ Нестор во время посещения президентом России Владимиром Путиным Российского духовно-культурного центра в Париже. 29 мая 2017 года

31 мая 2010 года решением Священного синода избран викарием Корсунской епархии с титулом «Кафский» (журнал № 44).
28 августа 2010 года в Успенском соборе Московского Кремля патриархом Московским и всея Кириллом возведён в сан архимандрита. 4 сентября в рабочей Патриаршей резиденции в Чистом переулке состоялся чин наречения архимандрита Нестора (Сиротенко) во епископа Кафского, викария Корсунской епархии. 5 сентября в кафедральном соборном храме Христа Спасителя хиротонисан во епископа Кафского, викария Корсунской епархии. Хиротонию совершили: патриарх Александрийский и всея Африки Феодор II, патриарх Московский и всея Руси Кирилл, митрополит Саранский и Мордовский Варсонофий (Судаков), митрополит Волоколамский Иларион (Алфеев), митрополит Астанайский и Казахстанский Александр (Могилёв), архиепископ Берлинский и Германский Феофан (Галинский), архиепископ Истринский Арсений (Епифанов), архиепископ Корсунский Иннокентий (Васильев), архиепископ Верейский Евгений (Решетников), архиепископ Бориспольский Антоний (Паканич), епископы Женевский и Западно-Европейский Михаил (Донсков), епископ Гатчинский Амвросий (Ермаков), епископ Кемеровский и Новокузнецкий Аристарх (Смирнов), епископ Солнечногорский Сергий (Чашин).
24 декабря 2010 года решением Священного синода назначен на Корсунскую епархию с поручением управления приходами Московского патриархата в Италии.
В мае 2011 года освобождён от должности настоятеля кафедрального храма в честь Трёх Святителей в Париже.
16 июля 2013 года решением Священного синода РПЦ освобождён от управления приходами Московского патриархата в Италии.
28 декабря 2018 года решением Священного синода назначен управляющим Испанско-Португальской епархией, выделенной тогда же из состава Корсунской, с титулом «епископ Мадридский и Лиссабонский».
3 января 2019 года в Успенском соборе Московского Кремля Патриархом Кириллом возведён в сан архиепископа.
Как он заявил в интервью El País: «С переносом центра епархии в Мадрид город становится средоточием православной жизни в Западной Европе. Жизнь в городе кипит. Мадрид открыт для посетителей, но лучше всего в нём жить».
В августе 2019 года он заложил первый камень в основание Сретенской церкви в Адехе на острове Тенерифе (Канарские острова).
7 июня 2022 года решением Священного Синода Русской православной церкви назначен временным управляющим Корсунской епархии. 13 октября 2022 года решением Священного Синода Русской православной церкви назначен архиепископом Корсунским и Западноевропейским, Патриаршим экзархом Западной Европы, с временным сохранением за ним управления Испанско-Португальской епархией.
16 марта 2023 года решением Священного Синода РПЦ назначен временным управляющим приходами Московского Патриархата в Италии.

## Публикации
статьи
- Зерцало смирения // Встреча. 1996. — № 3. — С. 11-12.
- Радуйся, многия в разуме просвещающия // Встреча. 1997. — № 2 (5). — С. 12-14.
- «Мне хочется быть монахом». Жизнеописание Патриарха Алексия I // Встреча. 1997. — № 3 (6). — С. 15-26.
- Августин (Сахаров) // Православная энциклопедия. — М., 2000. — Т. I : А — Алексий Студит. — С. 113-114. — 40 000 экз. — ISBN 5-89572-006-4.
- Слово архимандрита Нестора (Сиротенко) при наречении во епископа Кафского, викария Корсунской епархии Архивная копия от 11 сентября 2010 на Wayback Machine // patriarchia.ru, 4 сентября 2010
- Ходатай о русском единстве — памяти архипастыря русских приходов в Западной Европе // e-vestnik.ru, 23 января 2013
- Avant propos // Leonide Ouspensky. Le mystere de l’Icône. 1987—2017. — Paris, 2017. — 284 p.

интервью
- Прокофьев В. Православный храм на улице Петель. Русская эмиграция забывает старые обиды // Труд : газета. — Молодая гвардия, 14.02.2006.
- Иеромонах Нестор (Сиротенко), настоятель Трехсвятительского подворья Московского Патриархата в Париже: «Храм Московской Патриархии» — за это сочетание слов приходилось дорого платить в 30-е годы… Архивная копия от 7 сентября 2019 на Wayback Machine // «Церковный вестник», 2006 — № 5 (330) март
- Православная Европа между прошлым и будущим. Интервью с епископом Нестором Архивная копия от 20 апреля 2013 на Wayback Machine // Журнал Московской Патриархии. 2011. — № 9. — С. 36-40
- Епископ Корсунский Нестор: Православные и католики должны избавляться от недоверия и подозрения Архивная копия от 20 апреля 2019 на Wayback Machine // pravmir.ru, 13 июля 2015
- Епископ Нестор: пастырство немыслимо без внутренней свободы Архивная копия от 3 ноября 2015 на Wayback Machine // vesti.ru, 2 ноября 2015